# Admiral Sportswear
Admiral Sportswear är ett Englandsbaserat märke för  fotbolls- och cricketkläder.
Admiral grundades 1914 i Leicester som underklädestillverkare och började tillverka fotbollskläder på 1960-talet. På 1970-talet levererades Admiral det engelska landslagets matchställ och för första gången i England återfanns en tillverkares logotyp på en matchtröja. Klubblag som använde Admiral var Leeds United, Manchester United, Coventry City, Portsmouth, Tottenham Hotspur, Southampton, West Ham och Wolverhampton Wanderers. I Sverige spelade Malmö FF i Admiral.
Admiral var leverantör av utrustning till engelska cricketlandslaget fram till den 23 april 2008 och, fram till slutet av säsongen 2007–08, Leeds United A.F.C..